# Sabine Stuart de Chevalier

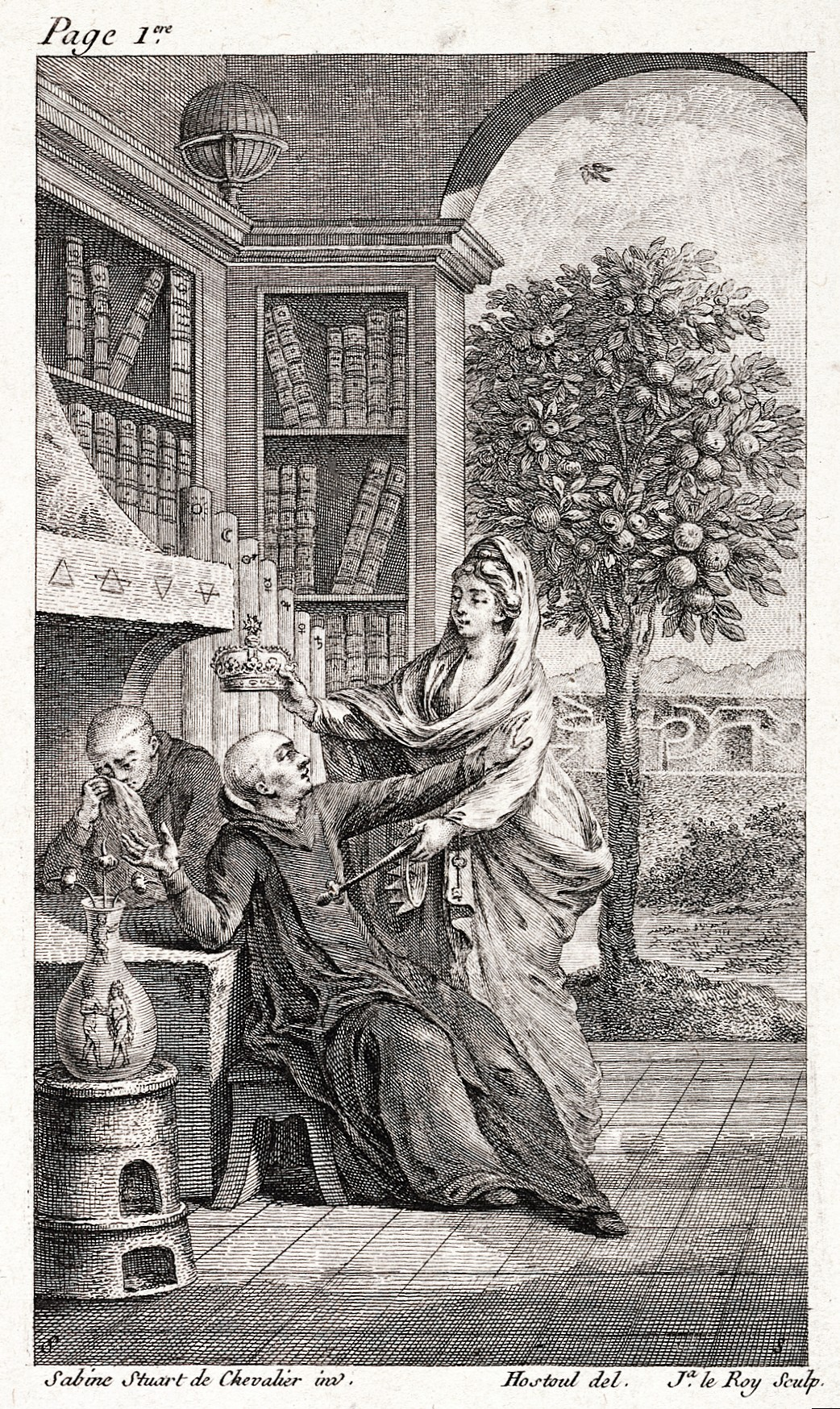
Stich aus dem Discours philosophique von Sabine Stuart de Chevalier

Sabine Stuart de Chevalier war eine französische Alchemistin. Sie ist Autorin von Discours Philosophique sur les Trois Principes, Animal, Vegetal and Mineral ou La Clef du Sanctuaire Philosophique (Paris 1781).
Sie war die Ehefrau des Arztes Claude de Chevalier (Arzt der Schweizer Garden). In der Dedikation einer Ausgabe von 1784 (mit Claude de Chevalier als Autor) bezeichnet er sie als aus dem königlich-schottischen Hause Stuart stammend.
Auf einem Stich ihres Buchs krönt eine Frau einen Mönch in einem alchemistischen Labor, in dem eine Phiole auf einem Ofen steht, in dem Mann und Frau als Homunculi sind und zwischen ihnen ein Kind aufsteigt.
Sie vertritt die Entstehung der drei Prinzipien Schwefel, Quecksilber (Mercurius) und Salz aus der Wirkung der vier Elemente aufeinander (aus Feuer in der Luft entsteht Schwefel, aus Luft in Wasser Mercurius und aus Wasser in Erde Salz).

## Schriften
- Discours philosophique sur les trois principes, 2 Bände, Paris: Quillau 1781, Digitalisat, Digitalisat, Bayerische Staatsbibliothek